# Wiktor Warenycia
Wiktor Ołeksandrowycz Warenycia, ukr. Віктор Олександрович Варениця, ros. Виктор Александрович Вареница, Wiktor Aleksandrowicz Warienica (ur. 12 kwietnia 1958, Ukraińska SRR) – ukraiński trener piłkarski.

## Kariera trenerska
W lipcu 1997 został mianowany na stanowisko głównego trenera Borysfena Boryspol, którym kierował do końca roku. Od lipca do grudnia 2005 prowadził drużynę rezerw Tawrii Symferopol.